# Chukuni River
Chukuni River är ett vattendrag i Kanada.   Det ligger i provinsen Ontario, i den sydöstra delen av landet, 1 400 km väster om huvudstaden Ottawa. Chukuni River ligger vid sjön Camping Lake.
I omgivningarna runt Chukuni River växer i huvudsak blandskog. Trakten runt Chukuni River är nära nog obefolkad, med mindre än två invånare per kvadratkilometer.